# Luetlahti
Luetlahti är en del av sjön Vihajärvi i Finland. Den ligger i landskapet Kajanaland, i den centrala delen av landet, 500 km norr om huvudstaden Helsingfors. Luetlahti ligger 156 meter över havet. Den ligger vid sjön Puolankajärvi.